# Ivănești, Mureș
Ivănești (în maghiară Kebeleszentivány) este un sat în comuna Livezeni din județul Mureș, Transilvania, România. Se află la o distanță de 7 kilometri de municipiul Târgu Mureș.

## Istoric
Satul a fost menționat pentru prima dată în 1332 sub numele latin Sancto Johanne.
A fost distrus în 1661 de armata otomană condusă de Ali Pașa, și numai o parte din locuitori au reușit să se refugieze, unii chiar în biserică, mulți fiind masacrați.
Biserica reformată din sat a fost construită în 1796.
La propunerea episcopului de Hajdúdorog, István Miklósy, împăratul Franz Joseph a înființat în data de 6 septembrie 1915 Vicariatul Ținutului Secuiesc cu sediul în Târgu Mureș. Din cele 35 parohii cedate de Arhiepiscopia de Făgăraș și conduse de vicarul Gyula Hubán se făcea parte parohia din Ivănești. Prin decretul Apostolica sedes din 9 aprilie 1934 Congregația pentru Bisericile Orientale a readus sub jurisdicția Arhiepiscopiei de Făgăraș și Alba Iulia cele 35 de parohii unite din Ținutul Secuiesc, care fuseseră subordonate Eparhiei de Hajdúdorog. Prin decretul Apostolica sedes din 9 aprilie 1934. În perioada comunistă biserica greco-catolică din sat, care fusese edificată în 1930, a fost transformată în biserică ortodoxă de către autorități. După 1989 s-a revenit la cultul greco-catolic.

## Populație
În 1910, populația de 224 de locutori avea următoarea compoziție: 176 români, 31 rromi, 17 maghiari iar la recensămîntul din 1992 satul avea  296 de locuitori, 210 români, 45 maghiari și 41 rromi.
Conform recensământului din 2011 populația satului este de 472 locuitori.

## Sport
Echipa locală de fotbal, A.S. Ivănești a evoluat la inceputul anilor 2010 in Campionatul Judetean - Mureș (Liga a VI-a).
Paintball, un sport relativ tânăr este reprezentat de către TACO Paintball, singura firma de profil din zona.